# Laphria engelhardti
Laphria engelhardti är en tvåvingeart som först beskrevs av Stanley Willard Bromley 1931.  Laphria engelhardti ingår i släktet Laphria och familjen rovflugor. Inga underarter finns listade i Catalogue of Life.